# Hymenoxys scaposa
Hymenoxys scaposa là một loài thực vật có hoa trong họ Cúc. Loài này được (DC.) K.F.Parker mô tả khoa học đầu tiên năm 1950.